# Tour de Catalogne 2006
Le Tour de Catalogne 2006 a eu lieu du 15 au 21 mai 2006. Il était inscrit au calendrier de l'UCI ProTour 2006 et s'est déroulé sur sept étapes, qui traversaient la Catalogne. La course est remportée par l'Espagnol David Cañada.

## Présentation

### Equipes
Le Tour de Catalogne figurant au calendrier du ProTour, les 20 UCI Proteams sont présentes, auxquelles il faut ajouter cinq équipes continentales invitées.
| ProTeams (20)- AG2R Prévoyance - Bouygues Télécom - Caisse d'Épargne-Illes Balears - Cofidis-Le Crédit par Téléphone - Crédit agricole - Davitamon-Lotto - Discovery Channel - Euskaltel-Euskadi - La Française des jeux - Lampre-Fondital - Liberty Seguros-Würth - Liquigas - Phonak Hearing Systems - Quick Step-Innergetic - Rabobank - Saunier Duval-Prodir - CSC - Gerolsteiner - Team Milram - T-Mobile Équipes continentales professionnelles (5)- 3 Molinos Resort - Andalucia-Paul Versan - Comunidad Valenciana - Kaiku - Relax-GAM |
| |

## Étapes
| Étape     | Date   | Villes étapes             | type                        | Distance (km) | Vainqueur d'étape       | Leader du classement général |
| --------- | ------ | ------------------------- | --------------------------- | ------------- | ----------------------- | ---------------------------- |
| 1re étape | 15 mai | Salou – Salou             | contre-la-montre individuel | 12,6          | Fabian Cancellara       | Fabian Cancellara            |
| 2e étape  | 16 mai | Cambrils – Cambrils       |                             | 156,8         | Luis Pérez Romero       | Fabian Cancellara            |
| 3e étape  | 17 mai | Salou – La Ràpita         |                             | 176,7         | Thor Hushovd            | Thor Hushovd                 |
| 4e étape  | 18 mai | Perafort – Vallnord       |                             | 225           | Carlos Castaño Panadero | Carlos Castaño Panadero      |
| 5e étape  | 19 mai | Llívia – Manlleu          |                             | 161,5         | Adolfo García Quesada   | Carlos Castaño Panadero      |
| 6e étape  | 20 mai | Manlleu – Lloret de Mar   |                             | 166,4         | Matej Mugerli           | David Cañada                 |
| 7e étape  | 21 mai | Lloret de Mar – Barcelone | contre-la-montre individuel | 121,6         | Daniele Bennati         | David Cañada                 |

## Récit
Après un contre-la-montre de 12 km et deux étapes de moyenne montagne, la troisième étape, beaucoup plus montagneuse, de ce tour de Catalogne allait permettre à Carlos Castaño Panadero (Kaiku) de revêtir le maillot de leader qu'il aurait pu garder jusqu'à l'arrivée, à Barcelone, s'il ne s'était pas fait prendre par une cassure du peloton lors de la 5e étape dans l'Alto de Sant Grau. Ainsi, c'est David Cañada qui hérite de la première place au classement général, qu'il ne quittera plus jusqu'à la fin de l'épreuve.

## Déroulement de la course

### 1reétape
La 1re étape s'est déroulé le 15 mai.
| \| Classement de l'étape \| Classement de l'étape \| Classement de l'étape \| Classement de l'étape \| Classement de l'étape \| \| Coureur \| Coureur \| Pays \| Équipe \| Temps \| \| --------------------- \| --------------------- \| --------------------- \| ------------------------------ \| --------------------- \| \| 1er \| Fabian Cancellara \| Suisse \| CSC \| 14 min 55 s \| \| 2e \| Vladimir Karpets \| Russie \| Caisse d'Épargne-Illes Balears \| + 3 s \| \| 3e \| Janez Brajkovič \| Slovénie \| Discovery Channel \| + 3 s \| \| 4e \| Robert Hunter \| Afrique du Sud \| Phonak Hearing Systems \| + 3 s \| \| 5e \| Santiago Botero \| Colombie \| Phonak Hearing Systems \| + 5 s \| \| 6e \| Andrea Peron \| Italie \| CSC \| + 8 s \| \| 7e \| Andriy Grivko \| Ukraine \| Team Milram \| + 10 s \| \| 8e \| Christian Vande Velde \| États-Unis \| CSC \| + 11 s \| \| 9e \| Sebastian Lang \| Allemagne \| Gerolsteiner \| + 11 s \| \| 10e \| Nicolas Jalabert \| France \| Phonak Hearing Systems \| + 11 s \| |                       |                |                                |             |
| |                       |                |                                |             |
| |                       |                |                                |             |
| Classement de l'étape |                       |                |                                |             |
| Coureur | Coureur               | Pays           | Équipe                         | Temps       |
| 1er | Fabian Cancellara     | Suisse         | CSC                            | 14 min 55 s |
| 2e | Vladimir Karpets      | Russie         | Caisse d'Épargne-Illes Balears | + 3 s       |
| 3e | Janez Brajkovič       | Slovénie       | Discovery Channel              | + 3 s       |
| 4e | Robert Hunter         | Afrique du Sud | Phonak Hearing Systems         | + 3 s       |
| 5e | Santiago Botero       | Colombie       | Phonak Hearing Systems         | + 5 s       |
| 6e | Andrea Peron          | Italie         | CSC                            | + 8 s       |
| 7e | Andriy Grivko         | Ukraine        | Team Milram                    | + 10 s      |
| 8e | Christian Vande Velde | États-Unis     | CSC                            | + 11 s      |
| 9e | Sebastian Lang        | Allemagne      | Gerolsteiner                   | + 11 s      |
| 10e | Nicolas Jalabert      | France         | Phonak Hearing Systems         | + 11 s      |

| \| Classement général \| Classement général \| Classement général \| Classement général \| Classement général \| \| Coureur \| Coureur \| Pays \| Équipe \| Temps \| \| ------------------ \| --------------------- \| ------------------ \| ------------------------------ \| ------------------ \| \| 1er \| Fabian Cancellara \| Suisse \| CSC \| 14 min 55 s \| \| 2e \| Vladimir Karpets \| Russie \| Caisse d'Épargne-Illes Balears \| + 3 s \| \| 3e \| Janez Brajkovič \| Slovénie \| Discovery Channel \| + 3 s \| \| 4e \| Robert Hunter \| Afrique du Sud \| Phonak Hearing Systems \| + 3 s \| \| 5e \| Santiago Botero \| Colombie \| Phonak Hearing Systems \| + 5 s \| \| 6e \| Andrea Peron \| Italie \| CSC \| + 8 s \| \| 7e \| Andriy Grivko \| Ukraine \| Team Milram \| + 10 s \| \| 8e \| Christian Vande Velde \| États-Unis \| CSC \| + 11 s \| \| 9e \| Sebastian Lang \| Allemagne \| Gerolsteiner \| + 11 s \| \| 10e \| Nicolas Jalabert \| France \| Phonak Hearing Systems \| + 11 s \| |                       |                |                                |             |
| |                       |                |                                |             |
| |                       |                |                                |             |
| Classement général |                       |                |                                |             |
| Coureur | Coureur               | Pays           | Équipe                         | Temps       |
| 1er | Fabian Cancellara     | Suisse         | CSC                            | 14 min 55 s |
| 2e | Vladimir Karpets      | Russie         | Caisse d'Épargne-Illes Balears | + 3 s       |
| 3e | Janez Brajkovič       | Slovénie       | Discovery Channel              | + 3 s       |
| 4e | Robert Hunter         | Afrique du Sud | Phonak Hearing Systems         | + 3 s       |
| 5e | Santiago Botero       | Colombie       | Phonak Hearing Systems         | + 5 s       |
| 6e | Andrea Peron          | Italie         | CSC                            | + 8 s       |
| 7e | Andriy Grivko         | Ukraine        | Team Milram                    | + 10 s      |
| 8e | Christian Vande Velde | États-Unis     | CSC                            | + 11 s      |
| 9e | Sebastian Lang        | Allemagne      | Gerolsteiner                   | + 11 s      |
| 10e | Nicolas Jalabert      | France         | Phonak Hearing Systems         | + 11 s      |

### 2eétape
La deuxième étape s'est déroulée le 16 mai.
| \| Classement de l'étape \| Classement de l'étape \| Classement de l'étape \| Classement de l'étape \| Classement de l'étape \| \| Coureur \| Coureur \| Pays \| Équipe \| Temps \| \| --------------------- \| --------------------- \| --------------------- \| ------------------------------ \| --------------------- \| \| 1er \| Luis Pérez Romero \| Espagne \| Andalucía-Paul Versan \| 3 h 57 min 14 s \| \| 2e \| Isaac Gálvez \| Espagne \| Caisse d'Épargne-Illes Balears \| + 12 s \| \| 3e \| Thor Hushovd \| Norvège \| Crédit Agricole \| + 12 s \| \| 4e \| Aaron Kemps \| Australie \| Liberty Seguros-Würth \| + 12 s \| \| 5e \| Eros Capecchi \| Italie \| Liquigas \| + 12 s \| \| 6e \| Erik Zabel \| Allemagne \| Team Milram \| + 12 s \| \| 7e \| Ángel Edo \| Espagne \| Andalucía-Paul Versan \| + 12 s \| \| 8e \| Stuart O'Grady \| Australie \| CSC \| + 12 s \| \| 9e \| Daniele Bennati \| Italie \| Lampre-Fondital \| + 12 s \| \| 10e \| Luciano Pagliarini \| Brésil \| Saunier Duval-Prodir \| + 12 s \| |                    |           |                                |                 |
| |                    |           |                                |                 |
| |                    |           |                                |                 |
| Classement de l'étape |                    |           |                                |                 |
| Coureur | Coureur            | Pays      | Équipe                         | Temps           |
| 1er | Luis Pérez Romero  | Espagne   | Andalucía-Paul Versan          | 3 h 57 min 14 s |
| 2e | Isaac Gálvez       | Espagne   | Caisse d'Épargne-Illes Balears | + 12 s          |
| 3e | Thor Hushovd       | Norvège   | Crédit Agricole                | + 12 s          |
| 4e | Aaron Kemps        | Australie | Liberty Seguros-Würth          | + 12 s          |
| 5e | Eros Capecchi      | Italie    | Liquigas                       | + 12 s          |
| 6e | Erik Zabel         | Allemagne | Team Milram                    | + 12 s          |
| 7e | Ángel Edo          | Espagne   | Andalucía-Paul Versan          | + 12 s          |
| 8e | Stuart O'Grady     | Australie | CSC                            | + 12 s          |
| 9e | Daniele Bennati    | Italie    | Lampre-Fondital                | + 12 s          |
| 10e | Luciano Pagliarini | Brésil    | Saunier Duval-Prodir           | + 12 s          |

| \| Classement général \| Classement général \| Classement général \| Classement général \| Classement général \| \| Coureur \| Coureur \| Pays \| Équipe \| Temps \| \| ------------------ \| --------------------- \| ------------------ \| ------------------------------ \| ------------------ \| \| 1er \| Fabian Cancellara \| Suisse \| CSC \| 4 h 12 min 21 s \| \| 2e \| Vladimir Karpets \| Russie \| Caisse d'Épargne-Illes Balears \| + 3 s \| \| 3e \| Janez Brajkovič \| Slovénie \| Discovery Channel \| + 3 s \| \| 4e \| Robert Hunter \| Afrique du Sud \| Phonak Hearing Systems \| + 3 s \| \| 5e \| Santiago Botero \| Colombie \| Phonak Hearing Systems \| + 5 s \| \| 6e \| Andrea Peron \| Italie \| CSC \| + 8 s \| \| 7e \| Andriy Grivko \| Ukraine \| Team Milram \| + 10 s \| \| 8e \| Christian Vande Velde \| États-Unis \| CSC \| + 11 s \| \| 9e \| Sebastian Lang \| Allemagne \| Gerolsteiner \| + 11 s \| \| 10e \| Nicolas Jalabert \| France \| Phonak Hearing Systems \| + 11 s \| |                       |                |                                |                 |
| |                       |                |                                |                 |
| |                       |                |                                |                 |
| Classement général |                       |                |                                |                 |
| Coureur | Coureur               | Pays           | Équipe                         | Temps           |
| 1er | Fabian Cancellara     | Suisse         | CSC                            | 4 h 12 min 21 s |
| 2e | Vladimir Karpets      | Russie         | Caisse d'Épargne-Illes Balears | + 3 s           |
| 3e | Janez Brajkovič       | Slovénie       | Discovery Channel              | + 3 s           |
| 4e | Robert Hunter         | Afrique du Sud | Phonak Hearing Systems         | + 3 s           |
| 5e | Santiago Botero       | Colombie       | Phonak Hearing Systems         | + 5 s           |
| 6e | Andrea Peron          | Italie         | CSC                            | + 8 s           |
| 7e | Andriy Grivko         | Ukraine        | Team Milram                    | + 10 s          |
| 8e | Christian Vande Velde | États-Unis     | CSC                            | + 11 s          |
| 9e | Sebastian Lang        | Allemagne      | Gerolsteiner                   | + 11 s          |
| 10e | Nicolas Jalabert      | France         | Phonak Hearing Systems         | + 11 s          |

### 3eétape
La troisième étape s'est déroulée le 17 mai.
| \| Classement de l'étape \| Classement de l'étape \| Classement de l'étape \| Classement de l'étape \| Classement de l'étape \| \| Coureur \| Coureur \| Pays \| Équipe \| Temps \| \| --------------------- \| --------------------- \| --------------------- \| ------------------------------ \| --------------------- \| \| 1er \| Thor Hushovd \| Norvège \| Crédit Agricole \| 4 h 16 min 14 s \| \| 2e \| René Haselbacher \| Autriche \| Gerolsteiner \| + 0 s \| \| 3e \| Robert Hunter \| Afrique du Sud \| Phonak Hearing Systems \| + 0 s \| \| 4e \| Erik Zabel \| Allemagne \| Team Milram \| + 0 s \| \| 5e \| Alexei Markov \| Russie \| Caisse d'Épargne-Illes Balears \| + 0 s \| \| 6e \| Daniele Bennati \| Italie \| Lampre-Fondital \| + 0 s \| \| 7e \| Ángel Edo \| Espagne \| Andalucía-Paul Versan \| + 0 s \| \| 8e \| Guido Trenti \| Italie \| Quick Step-Innergetic \| + 0 s \| \| 9e \| Aaron Kemps \| Australie \| Liberty Seguros-Würth \| + 0 s \| \| 10e \| André Greipel \| Allemagne \| T-Mobile \| + 0 s \| |                  |                |                                |                 |
| |                  |                |                                |                 |
| |                  |                |                                |                 |
| Classement de l'étape |                  |                |                                |                 |
| Coureur | Coureur          | Pays           | Équipe                         | Temps           |
| 1er | Thor Hushovd     | Norvège        | Crédit Agricole                | 4 h 16 min 14 s |
| 2e | René Haselbacher | Autriche       | Gerolsteiner                   | + 0 s           |
| 3e | Robert Hunter    | Afrique du Sud | Phonak Hearing Systems         | + 0 s           |
| 4e | Erik Zabel       | Allemagne      | Team Milram                    | + 0 s           |
| 5e | Alexei Markov    | Russie         | Caisse d'Épargne-Illes Balears | + 0 s           |
| 6e | Daniele Bennati  | Italie         | Lampre-Fondital                | + 0 s           |
| 7e | Ángel Edo        | Espagne        | Andalucía-Paul Versan          | + 0 s           |
| 8e | Guido Trenti     | Italie         | Quick Step-Innergetic          | + 0 s           |
| 9e | Aaron Kemps      | Australie      | Liberty Seguros-Würth          | + 0 s           |
| 10e | André Greipel    | Allemagne      | T-Mobile                       | + 0 s           |

| \| Classement général \| Classement général \| Classement général \| Classement général \| Classement général \| \| Coureur \| Coureur \| Pays \| Équipe \| Temps \| \| ------------------ \| --------------------- \| ------------------ \| ------------------------------ \| ------------------ \| \| 1er \| Thor Hushovd \| Norvège \| Crédit Agricole \| 8 h 28 min 34 s \| \| 2e \| Robert Hunter \| Afrique du Sud \| Phonak Hearing Systems \| + 0 s \| \| 3e \| Fabian Cancellara \| Suisse \| CSC \| + 1 s \| \| 4e \| Vladimir Karpets \| Russie \| Caisse d'Épargne-Illes Balears \| + 4 s \| \| 5e \| Janez Brajkovič \| Slovénie \| Discovery Channel \| + 4 s \| \| 6e \| Santiago Botero \| Colombie \| Phonak Hearing Systems \| + 6 s \| \| 7e \| Andrea Peron \| Italie \| CSC \| + 9 s \| \| 8e \| Andriy Grivko \| Ukraine \| Team Milram \| + 11 s \| \| 9e \| Christian Vande Velde \| États-Unis \| CSC \| + 12 s \| \| 10e \| Sebastian Lang \| Allemagne \| Gerolsteiner \| + 12 s \| |                       |                |                                |                 |
| |                       |                |                                |                 |
| |                       |                |                                |                 |
| Classement général |                       |                |                                |                 |
| Coureur | Coureur               | Pays           | Équipe                         | Temps           |
| 1er | Thor Hushovd          | Norvège        | Crédit Agricole                | 8 h 28 min 34 s |
| 2e | Robert Hunter         | Afrique du Sud | Phonak Hearing Systems         | + 0 s           |
| 3e | Fabian Cancellara     | Suisse         | CSC                            | + 1 s           |
| 4e | Vladimir Karpets      | Russie         | Caisse d'Épargne-Illes Balears | + 4 s           |
| 5e | Janez Brajkovič       | Slovénie       | Discovery Channel              | + 4 s           |
| 6e | Santiago Botero       | Colombie       | Phonak Hearing Systems         | + 6 s           |
| 7e | Andrea Peron          | Italie         | CSC                            | + 9 s           |
| 8e | Andriy Grivko         | Ukraine        | Team Milram                    | + 11 s          |
| 9e | Christian Vande Velde | États-Unis     | CSC                            | + 12 s          |
| 10e | Sebastian Lang        | Allemagne      | Gerolsteiner                   | + 12 s          |

### 4eétape
La quatrième étape s'est déroulée le 18 mai.
Cette étape a été remportée par Carlos Castaño Panadero de l'équipe Kaiku, qui prend du même coup le maillot de leader de l'épreuve.
| \| Classement de l'étape \| Classement de l'étape \| Classement de l'étape \| Classement de l'étape \| Classement de l'étape \| \| Coureur \| Coureur \| Pays \| Équipe \| Temps \| \| --------------------- \| ----------------------- \| --------------------- \| ------------------------------ \| --------------------- \| \| 1er \| Carlos Castaño Panadero \| Espagne \| Kaiku \| 6 h 03 min 41 s \| \| 2e \| Christophe Moreau \| France \| AG2R Prévoyance \| + 52 s \| \| 3e \| Santiago Botero \| Colombie \| Phonak Hearing Systems \| + 1 min 53 s \| \| 4e \| Ryder Hesjedal \| Canada \| Phonak Hearing Systems \| + 2 min 12 s \| \| 5e \| Rodrigo García \| Espagne \| Kaiku \| + 2 min 37 s \| \| 6e \| Vladimir Karpets \| Russie \| Caisse d'Épargne-Illes Balears \| + 2 min 37 s \| \| 7e \| Janez Brajkovič \| Slovénie \| Discovery Channel \| + 2 min 37 s \| \| 8e \| Denis Menchov \| Russie \| Rabobank \| + 2 min 37 s \| \| 9e \| Linus Gerdemann \| Allemagne \| T-Mobile \| + 2 min 37 s \| \| 10e \| David Cañada \| Espagne \| Saunier Duval-Prodir \| + 2 min 37 s \| |                         |           |                                |                 |
| |                         |           |                                |                 |
| |                         |           |                                |                 |
| Classement de l'étape |                         |           |                                |                 |
| Coureur | Coureur                 | Pays      | Équipe                         | Temps           |
| 1er | Carlos Castaño Panadero | Espagne   | Kaiku                          | 6 h 03 min 41 s |
| 2e | Christophe Moreau       | France    | AG2R Prévoyance                | + 52 s          |
| 3e | Santiago Botero         | Colombie  | Phonak Hearing Systems         | + 1 min 53 s    |
| 4e | Ryder Hesjedal          | Canada    | Phonak Hearing Systems         | + 2 min 12 s    |
| 5e | Rodrigo García          | Espagne   | Kaiku                          | + 2 min 37 s    |
| 6e | Vladimir Karpets        | Russie    | Caisse d'Épargne-Illes Balears | + 2 min 37 s    |
| 7e | Janez Brajkovič         | Slovénie  | Discovery Channel              | + 2 min 37 s    |
| 8e | Denis Menchov           | Russie    | Rabobank                       | + 2 min 37 s    |
| 9e | Linus Gerdemann         | Allemagne | T-Mobile                       | + 2 min 37 s    |
| 10e | David Cañada            | Espagne   | Saunier Duval-Prodir           | + 2 min 37 s    |

| \| Classement général \| Classement général \| Classement général \| Classement général \| Classement général \| \| Coureur \| Coureur \| Pays \| Équipe \| Temps \| \| ------------------ \| ----------------------- \| ------------------ \| ------------------------------ \| ------------------ \| \| 1er \| Carlos Castaño Panadero \| Espagne \| Kaiku \| 14 h 32 min 52 s \| \| 2e \| Santiago Botero \| Colombie \| Phonak Hearing Systems \| + 1 min 18 s \| \| 3e \| Christophe Moreau \| France \| AG2R Prévoyance \| + 1 min 24 s \| \| 4e \| Ryder Hesjedal \| Canada \| Phonak Hearing Systems \| + 1 min 51 s \| \| 5e \| Vladimir Karpets \| Russie \| Caisse d'Épargne-Illes Balears \| + 2 min 04 s \| \| 6e \| Janez Brajkovič \| Slovénie \| Discovery Channel \| + 2 min 04 s \| \| 7e \| David Cañada \| Espagne \| Saunier Duval-Prodir \| + 2 min 13 s \| \| 8e \| Linus Gerdemann \| Allemagne \| T-Mobile \| + 2 min 13 s \| \| 9e \| Francisco Mancebo \| Espagne \| AG2R Prévoyance \| + 2 min 27 s \| \| 10e \| Denis Menchov \| Russie \| Rabobank \| + 2 min 43 s \| |                         |           |                                |                  |
| |                         |           |                                |                  |
| |                         |           |                                |                  |
| Classement général |                         |           |                                |                  |
| Coureur | Coureur                 | Pays      | Équipe                         | Temps            |
| 1er | Carlos Castaño Panadero | Espagne   | Kaiku                          | 14 h 32 min 52 s |
| 2e | Santiago Botero         | Colombie  | Phonak Hearing Systems         | + 1 min 18 s     |
| 3e | Christophe Moreau       | France    | AG2R Prévoyance                | + 1 min 24 s     |
| 4e | Ryder Hesjedal          | Canada    | Phonak Hearing Systems         | + 1 min 51 s     |
| 5e | Vladimir Karpets        | Russie    | Caisse d'Épargne-Illes Balears | + 2 min 04 s     |
| 6e | Janez Brajkovič         | Slovénie  | Discovery Channel              | + 2 min 04 s     |
| 7e | David Cañada            | Espagne   | Saunier Duval-Prodir           | + 2 min 13 s     |
| 8e | Linus Gerdemann         | Allemagne | T-Mobile                       | + 2 min 13 s     |
| 9e | Francisco Mancebo       | Espagne   | AG2R Prévoyance                | + 2 min 27 s     |
| 10e | Denis Menchov           | Russie    | Rabobank                       | + 2 min 43 s     |

### 5eétape
La cinquième étape s'est déroulée le 19 mai.
Lors de cette étape, remportée par l'Espagnol Adolfo García Quesada, David Cañada, qui se classe quatrième, revient à la seconde place du classement général.
| \| Classement de l'étape \| Classement de l'étape \| Classement de l'étape \| Classement de l'étape \| Classement de l'étape \| \| Coureur \| Coureur \| Pays \| Équipe \| Temps \| \| --------------------- \| --------------------- \| --------------------- \| ------------------------------ \| --------------------- \| \| 1er \| Adolfo García Quesada \| Espagne \| Andalucía-Paul Versan \| 0 s \| \| 2e \| David Arroyo \| Espagne \| Caisse d'Épargne-Illes Balears \| + 0 s \| \| 3e \| Eladio Jiménez \| Espagne \| Comunidad Valenciana \| + 0 s \| \| 4e \| David Cañada \| Espagne \| Saunier Duval-Prodir \| + 0 s \| \| 5e \| Mikel Astarloza \| Espagne \| AG2R Prévoyance \| + 21 s \| \| 6e \| Jorge Ferrío \| Espagne \| 3 Molinos Resort \| + 21 s \| \| 7e \| Francesco Failli \| Italie \| Liquigas \| + 55 s \| \| 8e \| Alexei Markov \| Russie \| Caisse d'Épargne-Illes Balears \| + 55 s \| \| 9e \| Daniele Bennati \| Italie \| Lampre-Fondital \| + 55 s \| \| 10e \| Mario de Sárraga \| Espagne \| Relax-GAM \| + 55 s \| |                       |         |                                |        |
| |                       |         |                                |        |
| |                       |         |                                |        |
| Classement de l'étape |                       |         |                                |        |
| Coureur | Coureur               | Pays    | Équipe                         | Temps  |
| 1er | Adolfo García Quesada | Espagne | Andalucía-Paul Versan          | 0 s    |
| 2e | David Arroyo          | Espagne | Caisse d'Épargne-Illes Balears | + 0 s  |
| 3e | Eladio Jiménez        | Espagne | Comunidad Valenciana           | + 0 s  |
| 4e | David Cañada          | Espagne | Saunier Duval-Prodir           | + 0 s  |
| 5e | Mikel Astarloza       | Espagne | AG2R Prévoyance                | + 21 s |
| 6e | Jorge Ferrío          | Espagne | 3 Molinos Resort               | + 21 s |
| 7e | Francesco Failli      | Italie  | Liquigas                       | + 55 s |
| 8e | Alexei Markov         | Russie  | Caisse d'Épargne-Illes Balears | + 55 s |
| 9e | Daniele Bennati       | Italie  | Lampre-Fondital                | + 55 s |
| 10e | Mario de Sárraga      | Espagne | Relax-GAM                      | + 55 s |

| \| Classement général \| Classement général \| Classement général \| Classement général \| Classement général \| \| Coureur \| Coureur \| Pays \| Équipe \| Temps \| \| ------------------ \| ----------------------- \| ------------------ \| ------------------------------ \| ------------------ \| \| 1er \| Carlos Castaño Panadero \| Espagne \| Kaiku \| 18 h 26 min 31 s \| \| 2e \| David Cañada \| Espagne \| Saunier Duval-Prodir \| + 1 min 16 s \| \| 3e \| Santiago Botero \| Colombie \| Phonak Hearing Systems \| + 1 min 18 s \| \| 4e \| Christophe Moreau \| France \| AG2R Prévoyance \| + 1 min 24 s \| \| 5e \| Ryder Hesjedal \| Canada \| Phonak Hearing Systems \| + 1 min 51 s \| \| 6e \| Janez Brajkovič \| Slovénie \| Discovery Channel \| + 2 min 04 s \| \| 7e \| Linus Gerdemann \| Allemagne \| T-Mobile \| + 2 min 13 s \| \| 8e \| Francisco Mancebo \| Espagne \| AG2R Prévoyance \| + 2 min 27 s \| \| 9e \| Vladimir Karpets \| Russie \| Caisse d'Épargne-Illes Balears \| + 2 min 40 s \| \| 10e \| Denis Menchov \| Russie \| Rabobank \| + 2 min 43 s \| |                         |           |                                |                  |
| |                         |           |                                |                  |
| |                         |           |                                |                  |
| Classement général |                         |           |                                |                  |
| Coureur | Coureur                 | Pays      | Équipe                         | Temps            |
| 1er | Carlos Castaño Panadero | Espagne   | Kaiku                          | 18 h 26 min 31 s |
| 2e | David Cañada            | Espagne   | Saunier Duval-Prodir           | + 1 min 16 s     |
| 3e | Santiago Botero         | Colombie  | Phonak Hearing Systems         | + 1 min 18 s     |
| 4e | Christophe Moreau       | France    | AG2R Prévoyance                | + 1 min 24 s     |
| 5e | Ryder Hesjedal          | Canada    | Phonak Hearing Systems         | + 1 min 51 s     |
| 6e | Janez Brajkovič         | Slovénie  | Discovery Channel              | + 2 min 04 s     |
| 7e | Linus Gerdemann         | Allemagne | T-Mobile                       | + 2 min 13 s     |
| 8e | Francisco Mancebo       | Espagne   | AG2R Prévoyance                | + 2 min 27 s     |
| 9e | Vladimir Karpets        | Russie    | Caisse d'Épargne-Illes Balears | + 2 min 40 s     |
| 10e | Denis Menchov           | Russie    | Rabobank                       | + 2 min 43 s     |

### 6eétape
La 6e étape a été remportée le 20 mai par le Slovène Matej Mugerli.
À l'issue de cette étape, l'Espagnol David Cañada devient le nouveau leader de l'épreuve.
| \| Classement de l'étape \| Classement de l'étape \| Classement de l'étape \| Classement de l'étape \| Classement de l'étape \| \| Coureur \| Coureur \| Pays \| Équipe \| Temps \| \| --------------------- \| --------------------- \| --------------------- \| ---------------------- \| --------------------- \| \| 1er \| Matej Mugerli \| Slovénie \| Liquigas \| 4 h 02 min 01 s \| \| 2e \| Thor Hushovd \| Norvège \| Crédit Agricole \| + 1 s \| \| 3e \| Manuel Quinziato \| Italie \| Liquigas \| + 1 s \| \| 4e \| Maxim Iglinskiy \| Kazakhstan \| Team Milram \| + 1 s \| \| 5e \| Jérôme Pineau \| France \| Bouygues Telecom \| + 1 s \| \| 6e \| Daniele Righi \| Italie \| Lampre-Fondital \| + 1 s \| \| 7e \| Marcus Ljungqvist \| Suède \| CSC \| + 1 s \| \| 8e \| Pieter Mertens \| Belgique \| Davitamon-Lotto \| + 1 s \| \| 9e \| Bram Tankink \| Pays-Bas \| Quick Step-Innergetic \| + 1 s \| \| 10e \| Nicolas Jalabert \| France \| Phonak Hearing Systems \| + 1 s \| |                   |            |                        |                 |
| |                   |            |                        |                 |
| |                   |            |                        |                 |
| Classement de l'étape |                   |            |                        |                 |
| Coureur | Coureur           | Pays       | Équipe                 | Temps           |
| 1er | Matej Mugerli     | Slovénie   | Liquigas               | 4 h 02 min 01 s |
| 2e | Thor Hushovd      | Norvège    | Crédit Agricole        | + 1 s           |
| 3e | Manuel Quinziato  | Italie     | Liquigas               | + 1 s           |
| 4e | Maxim Iglinskiy   | Kazakhstan | Team Milram            | + 1 s           |
| 5e | Jérôme Pineau     | France     | Bouygues Telecom       | + 1 s           |
| 6e | Daniele Righi     | Italie     | Lampre-Fondital        | + 1 s           |
| 7e | Marcus Ljungqvist | Suède      | CSC                    | + 1 s           |
| 8e | Pieter Mertens    | Belgique   | Davitamon-Lotto        | + 1 s           |
| 9e | Bram Tankink      | Pays-Bas   | Quick Step-Innergetic  | + 1 s           |
| 10e | Nicolas Jalabert  | France     | Phonak Hearing Systems | + 1 s           |

| \| Classement général \| Classement général \| Classement général \| Classement général \| Classement général \| \| Coureur \| Coureur \| Pays \| Équipe \| Temps \| \| ------------------ \| ------------------ \| ------------------ \| ------------------------------ \| ------------------ \| \| 1er \| David Cañada \| Espagne \| Saunier Duval-Prodir \| 22 h 29 min 49 s \| \| 2e \| Santiago Botero \| Colombie \| Phonak Hearing Systems \| + 2 s \| \| 3e \| Christophe Moreau \| France \| AG2R Prévoyance \| + 8 s \| \| 4e \| Ryder Hesjedal \| Canada \| Phonak Hearing Systems \| + 35 s \| \| 5e \| Janez Brajkovič \| Slovénie \| Discovery Channel \| + 48 s \| \| 6e \| Linus Gerdemann \| Allemagne \| T-Mobile \| + 57 s \| \| 7e \| Francisco Mancebo \| Espagne \| AG2R Prévoyance \| + 1 min 11 s \| \| 8e \| Vladimir Karpets \| Russie \| Caisse d'Épargne-Illes Balears \| + 1 min 24 s \| \| 9e \| Denis Menchov \| Russie \| Rabobank \| + 1 min 27 s \| \| 10e \| David Arroyo \| Espagne \| Caisse d'Épargne-Illes Balears \| + 1 min 35 s \| |                   |           |                                |                  |
| |                   |           |                                |                  |
| |                   |           |                                |                  |
| Classement général |                   |           |                                |                  |
| Coureur | Coureur           | Pays      | Équipe                         | Temps            |
| 1er | David Cañada      | Espagne   | Saunier Duval-Prodir           | 22 h 29 min 49 s |
| 2e | Santiago Botero   | Colombie  | Phonak Hearing Systems         | + 2 s            |
| 3e | Christophe Moreau | France    | AG2R Prévoyance                | + 8 s            |
| 4e | Ryder Hesjedal    | Canada    | Phonak Hearing Systems         | + 35 s           |
| 5e | Janez Brajkovič   | Slovénie  | Discovery Channel              | + 48 s           |
| 6e | Linus Gerdemann   | Allemagne | T-Mobile                       | + 57 s           |
| 7e | Francisco Mancebo | Espagne   | AG2R Prévoyance                | + 1 min 11 s     |
| 8e | Vladimir Karpets  | Russie    | Caisse d'Épargne-Illes Balears | + 1 min 24 s     |
| 9e | Denis Menchov     | Russie    | Rabobank                       | + 1 min 27 s     |
| 10e | David Arroyo      | Espagne   | Caisse d'Épargne-Illes Balears | + 1 min 35 s     |

### 7eétape
La septième étape s'est déroulée le 21 mai.
| \| Classement de l'étape \| Classement de l'étape \| Classement de l'étape \| Classement de l'étape \| Classement de l'étape \| \| Coureur \| Coureur \| Pays \| Équipe \| Temps \| \| --------------------- \| --------------------- \| --------------------- \| --------------------- \| --------------------- \| \| 1er \| Daniele Bennati \| Italie \| Lampre-Fondital \| 2 h 40 min 37 s \| \| 2e \| Aaron Kemps \| Australie \| Liberty Seguros-Würth \| + 0 s \| \| 3e \| Erik Zabel \| Allemagne \| Team Milram \| + 0 s \| \| 4e \| Stuart O'Grady \| Australie \| CSC \| + 0 s \| \| 5e \| Filippo Pozzato \| Italie \| Quick Step-Innergetic \| + 0 s \| \| 6e \| Giovanni Visconti \| Italie \| Team Milram \| + 0 s \| \| 7e \| Sebastian Lang \| Allemagne \| Gerolsteiner \| + 0 s \| \| 8e \| Jérôme Pineau \| France \| Bouygues Telecom \| + 0 s \| \| 9e \| Ángel Edo \| Espagne \| Andalucía-Paul Versan \| + 0 s \| \| 10e \| Thor Hushovd \| Norvège \| Crédit Agricole \| + 0 s \| |                   |           |                       |                 |
| |                   |           |                       |                 |
| |                   |           |                       |                 |
| Classement de l'étape |                   |           |                       |                 |
| Coureur | Coureur           | Pays      | Équipe                | Temps           |
| 1er | Daniele Bennati   | Italie    | Lampre-Fondital       | 2 h 40 min 37 s |
| 2e | Aaron Kemps       | Australie | Liberty Seguros-Würth | + 0 s           |
| 3e | Erik Zabel        | Allemagne | Team Milram           | + 0 s           |
| 4e | Stuart O'Grady    | Australie | CSC                   | + 0 s           |
| 5e | Filippo Pozzato   | Italie    | Quick Step-Innergetic | + 0 s           |
| 6e | Giovanni Visconti | Italie    | Team Milram           | + 0 s           |
| 7e | Sebastian Lang    | Allemagne | Gerolsteiner          | + 0 s           |
| 8e | Jérôme Pineau     | France    | Bouygues Telecom      | + 0 s           |
| 9e | Ángel Edo         | Espagne   | Andalucía-Paul Versan | + 0 s           |
| 10e | Thor Hushovd      | Norvège   | Crédit Agricole       | + 0 s           |

## Classement général final
| \| Classement général \| Classement général \| Classement général \| Classement général \| Classement général \| \| Coureur \| Coureur \| Pays \| Équipe \| Temps \| \| ------------------ \| ------------------ \| ------------------ \| ------------------------------ \| ------------------ \| \| 1er \| David Cañada \| Espagne \| Saunier Duval-Prodir \| 25 h 06 min 26 s \| \| 2e \| Santiago Botero \| Colombie \| Phonak Hearing Systems \| + 2 s \| \| 3e \| Christophe Moreau \| France \| AG2R Prévoyance \| + 8 s \| \| 4e \| Ryder Hesjedal \| Canada \| Phonak Hearing Systems \| + 35 s \| \| 5e \| Janez Brajkovič \| Slovénie \| Discovery Channel \| + 48 s \| \| 6e \| Linus Gerdemann \| Allemagne \| T-Mobile \| + 57 s \| \| 7e \| Francisco Mancebo \| Espagne \| AG2R Prévoyance \| + 1 min 11 s \| \| 8e \| Vladimir Karpets \| Russie \| Caisse d'Épargne-Illes Balears \| + 1 min 24 s \| \| 9e \| Denis Menchov \| Russie \| Rabobank \| + 1 min 27 s \| \| 10e \| David Arroyo \| Espagne \| Caisse d'Épargne-Illes Balears \| + 1 min 35 s \| |                   |           |                                |                  |
| |                   |           |                                |                  |
| |                   |           |                                |                  |
| Classement général |                   |           |                                |                  |
| Coureur | Coureur           | Pays      | Équipe                         | Temps            |
| 1er | David Cañada      | Espagne   | Saunier Duval-Prodir           | 25 h 06 min 26 s |
| 2e | Santiago Botero   | Colombie  | Phonak Hearing Systems         | + 2 s            |
| 3e | Christophe Moreau | France    | AG2R Prévoyance                | + 8 s            |
| 4e | Ryder Hesjedal    | Canada    | Phonak Hearing Systems         | + 35 s           |
| 5e | Janez Brajkovič   | Slovénie  | Discovery Channel              | + 48 s           |
| 6e | Linus Gerdemann   | Allemagne | T-Mobile                       | + 57 s           |
| 7e | Francisco Mancebo | Espagne   | AG2R Prévoyance                | + 1 min 11 s     |
| 8e | Vladimir Karpets  | Russie    | Caisse d'Épargne-Illes Balears | + 1 min 24 s     |
| 9e | Denis Menchov     | Russie    | Rabobank                       | + 1 min 27 s     |
| 10e | David Arroyo      | Espagne   | Caisse d'Épargne-Illes Balears | + 1 min 35 s     |

| Classement par points | Classement par points   | Classement par points | Classement par points          | Classement par points |
| Coureur               | Coureur                 | Pays                  | Équipe                         | Points                |
| --------------------- | ----------------------- | --------------------- | ------------------------------ | --------------------- |
| 1er                   | Thor Hushovd            | Norvège               | Crédit Agricole                | 69 pts                |
| 2e                    | Daniele Bennati         | Italie                | Lampre-Fondital                | 49 pts                |
| 3e                    | Aaron Kemps             | Australie             | Liberty Seguros-Würth          | 41 pts                |
| 4e                    | Erik Zabel              | Allemagne             | Team Milram                    | 40 pts                |
| 5e                    | Vladimir Karpets        | Russie                | Caisse d'Épargne-Illes Balears | 30 pts                |
| 6e                    | Matej Mugerli           | Slovénie              | Liquigas                       | 28 pts                |
| 7e                    | Santiago Botero         | Colombie              | Phonak Hearing Systems         | 28 pts                |
| 8e                    | Ángel Edo               | Espagne               | Andalucía-Paul Versan          | 27 pts                |
| 9e                    | Carlos Castaño Panadero | Espagne               | Kaiku                          | 25 pts                |
| 10e                   | Adolfo García Quesada   | Espagne               | Andalucía-Paul Versan          | 25 pts                |

| Classement par points | Classement par points   | Classement par points | Classement par points          | Classement par points |
| Coureur               | Coureur                 | Pays                  | Équipe                         | Points                |
| --------------------- | ----------------------- | --------------------- | ------------------------------ | --------------------- |
| 1er                   | Thor Hushovd            | Norvège               | Crédit Agricole                | 69 pts                |
| 2e                    | Daniele Bennati         | Italie                | Lampre-Fondital                | 49 pts                |
| 3e                    | Aaron Kemps             | Australie             | Liberty Seguros-Würth          | 41 pts                |
| 4e                    | Erik Zabel              | Allemagne             | Team Milram                    | 40 pts                |
| 5e                    | Vladimir Karpets        | Russie                | Caisse d'Épargne-Illes Balears | 30 pts                |
| 6e                    | Matej Mugerli           | Slovénie              | Liquigas                       | 28 pts                |
| 7e                    | Santiago Botero         | Colombie              | Phonak Hearing Systems         | 28 pts                |
| 8e                    | Ángel Edo               | Espagne               | Andalucía-Paul Versan          | 27 pts                |
| 9e                    | Carlos Castaño Panadero | Espagne               | Kaiku                          | 25 pts                |
| 10e                   | Adolfo García Quesada   | Espagne               | Andalucía-Paul Versan          | 25 pts                |

| Classement de la montagne | Classement de la montagne | Classement de la montagne | Classement de la montagne      | Classement de la montagne |
| Coureur                   | Coureur                   | Pays                      | Équipe                         | Points                    |
| ------------------------- | ------------------------- | ------------------------- | ------------------------------ | ------------------------- |
| 1er                       | Christophe Moreau         | France                    | AG2R Prévoyance                | 84 pts                    |
| 2e                        | José Alberto Benítez      | Espagne                   | Saunier Duval-Prodir           | 46 pts                    |
| 3e                        | Francisco José Lara       | Espagne                   | Andalucía-Paul Versan          | 31 pts                    |
| 4e                        | Carlos Castaño Panadero   | Espagne                   | Kaiku                          | 30 pts                    |
| 5e                        | Santiago Botero           | Colombie                  | Phonak Hearing Systems         | 28 pts                    |
| 6e                        | Rémy Di Grégorio          | France                    | La Française des jeux          | 25 pts                    |
| 7e                        | Íñigo Landaluze           | Espagne                   | Euskaltel-Euskadi              | 24 pts                    |
| 8e                        | David Cañada              | Espagne                   | Saunier Duval-Prodir           | 19 pts                    |
| 9e                        | Ryder Hesjedal            | Canada                    | Phonak Hearing Systems         | 19 pts                    |
| 10e                       | Joaquim Rodríguez         | Espagne                   | Caisse d'Épargne-Illes Balears | 14 pts                    |

| Classement de la montagne | Classement de la montagne | Classement de la montagne | Classement de la montagne      | Classement de la montagne |
| Coureur                   | Coureur                   | Pays                      | Équipe                         | Points                    |
| ------------------------- | ------------------------- | ------------------------- | ------------------------------ | ------------------------- |
| 1er                       | Christophe Moreau         | France                    | AG2R Prévoyance                | 84 pts                    |
| 2e                        | José Alberto Benítez      | Espagne                   | Saunier Duval-Prodir           | 46 pts                    |
| 3e                        | Francisco José Lara       | Espagne                   | Andalucía-Paul Versan          | 31 pts                    |
| 4e                        | Carlos Castaño Panadero   | Espagne                   | Kaiku                          | 30 pts                    |
| 5e                        | Santiago Botero           | Colombie                  | Phonak Hearing Systems         | 28 pts                    |
| 6e                        | Rémy Di Grégorio          | France                    | La Française des jeux          | 25 pts                    |
| 7e                        | Íñigo Landaluze           | Espagne                   | Euskaltel-Euskadi              | 24 pts                    |
| 8e                        | David Cañada              | Espagne                   | Saunier Duval-Prodir           | 19 pts                    |
| 9e                        | Ryder Hesjedal            | Canada                    | Phonak Hearing Systems         | 19 pts                    |
| 10e                       | Joaquim Rodríguez         | Espagne                   | Caisse d'Épargne-Illes Balears | 14 pts                    |

| Classement par équipes | Classement par équipes         | Classement par équipes | Classement par équipes |
| Équipe                 | Équipe                         | Pays                   | Temps                  |
| ---------------------- | ------------------------------ | ---------------------- | ---------------------- |
| 1re                    | Phonak Hearing Systems         | Suisse                 | 75 h 22 min 34 s       |
| 2e                     | Caisse d'Épargne-Illes Balears | Espagne                | + 21 s                 |
| 3e                     | AG2R Prévoyance                | France                 | + 1 min 12 s           |
| 4e                     | Saunier Duval-Prodir           | Espagne                | + 8 min 32 s           |
| 5e                     | Comunidad Valenciana           | Espagne                | + 9 min 22 s           |
| 6e                     | Bouygues Télécom               | France                 | + 9 min 53 s           |
| 7e                     | Euskaltel-Euskadi              | Espagne                | + 10 min 06 s          |
| 8e                     | Rabobank                       | Pays-Bas               | + 11 min 58 s          |
| 9e                     | Discovery Channel              | États-Unis             | + 12 min 57 s          |
| 10e                    | Andalucia-Paul Versan          | Espagne                | + 15 min 39 s          |

| Classement par équipes | Classement par équipes         | Classement par équipes | Classement par équipes |
| Équipe                 | Équipe                         | Pays                   | Temps                  |
| ---------------------- | ------------------------------ | ---------------------- | ---------------------- |
| 1re                    | Phonak Hearing Systems         | Suisse                 | 75 h 22 min 34 s       |
| 2e                     | Caisse d'Épargne-Illes Balears | Espagne                | + 21 s                 |
| 3e                     | AG2R Prévoyance                | France                 | + 1 min 12 s           |
| 4e                     | Saunier Duval-Prodir           | Espagne                | + 8 min 32 s           |
| 5e                     | Comunidad Valenciana           | Espagne                | + 9 min 22 s           |
| 6e                     | Bouygues Télécom               | France                 | + 9 min 53 s           |
| 7e                     | Euskaltel-Euskadi              | Espagne                | + 10 min 06 s          |
| 8e                     | Rabobank                       | Pays-Bas               | + 11 min 58 s          |
| 9e                     | Discovery Channel              | États-Unis             | + 12 min 57 s          |
| 10e                    | Andalucia-Paul Versan          | Espagne                | + 15 min 39 s          |

### Classement du ProTour
La course attribue des points au classement UCI ProTour 2006 selon le barème suivant :
| Position           | 1er | 2e | 3e | 4e | 5e | 6e | 7e | 8e | 9e | 10e |
| Classement général | 50  | 40 | 35 | 30 | 25 | 20 | 15 | 10 | 5  | 1   |
| Etapes             | 3   | 2  | 1  |    |    |    |    |    |    |     |

Après cette douzième épreuve, le classement est le suivant :
| # | Coureur             | Équipe                         | Points | Précédent | Evolution     |
| - | ------------------- | ------------------------------ | ------ | --------- | ------------- |
| 1 | Alejandro Valverde  | Caisse d'Épargne-Illes Balears | 178    | 1         | en stagnation |
| 2 | Tom Boonen          | Quick Step-Innergetic          | 129    | 2         | en stagnation |
| 3 | Alessandro Ballan   | Lampre-Fondital                | 105    | 3         | en stagnation |
| 4 | Fränk Schleck       | CSC                            | 100    | 4         | en stagnation |
| 5 | Patrik Sinkewitz    | T-Mobile                       | 90     | 5         | en stagnation |
| 6 | Samuel Sanchez      | Euskaltel-Euskadi              | 89     | 6         | en stagnation |
| 7 | Fabian Cancellara   | CSC                            | 87     | 7         | en stagnation |
| 8 | Michael Boogerd     | Rabobank                       | 75     | 8         | en stagnation |
| 9 | Alessandro Petacchi | Milram                         | 72     | 9         | en stagnation |
| 9 | Jörg Jaksche        | Liberty Seguros-Würth          | 72     | ??        | en stagnation |

| #  | Équipe                         | Points | Précédent | Evolution     |
| -- | ------------------------------ | ------ | --------- | ------------- |
| 1  | CSC                            | 164    | 1         | en stagnation |
| 2  | T-Mobile                       | 153    | 2         | en stagnation |
| 3  | Rabobank                       | 148    | 3         | en stagnation |
| 4  | Caisse d'Épargne-Illes Balears | 147    | 7         | +3            |
| 5  | Phonak                         | 141    | 9         | +4            |
| 6  | Davitamon-Lotto                | 139    | 5         | -1            |
| 7  | Lampre-Fondital                | 135    | 3         | -4            |
| 8  | Liberty Seguros-Würth          | 134    | 6         | -1            |
| 9  | Quick Step-Innergetic          | 130    | 8         | -1            |
| 10 | Discovery Channel              | 123    | ??        | ??            |

| #  | Pays       | Points | Précédent | Evolution     |
| -- | ---------- | ------ | --------- | ------------- |
| 1  | Espagne    | 463    | 1         | en stagnation |
| 2  | Italie     | 348    | 2         | en stagnation |
| 3  | Allemagne  | 217    | 5         | +2            |
| 4  | Belgique   | 215    | 3         | -1            |
| 5  | Pays-Bas   | 203    | 4         | -1            |
| 6  | Suisse     | 158    | 6         | en stagnation |
| 7  | États-Unis | 148    | 7         | en stagnation |
| 8  | Luxembourg | 100    | 8         | en stagnation |
| 9  | Australie  | 83     | 9         | en stagnation |
| 10 | France     | 62     | 10        | +??           |

## Évolution des classements
| Étape              | Vainqueur             | Classement général | Classement de la montagne | Classement par points | Classement des sprints | Classement par équipes |
| ------------------ | --------------------- | ------------------ | ------------------------- | --------------------- | ---------------------- | ---------------------- |
| Étape 1 (clm)      | Fabian Cancellara     | Fabian Cancellara  | Non-décerné               | Fabian Cancellara     | Non-décerné            | Team CSC               |
| Étape 2            | Luis Pérez Romero     | Fabian Cancellara  | José Alberto Benítez      | Fabian Cancellara     | Luis Pérez Romero      | Team CSC               |
| Étape 3            | Thor Hushovd          | Thor Hushovd       | José Alberto Benítez      | Thor Hushovd          | Luis Pérez Romero      | Team CSC               |
| Étape 4            | Carlos Castaño        | Carlos Castaño     | Christophe Moreau         | Thor Hushovd          | Luis Pérez Romero      | Kaiku                  |
| Étape 5            | Adolfo García Quesada | Carlos Castaño     | Christophe Moreau         | Thor Hushovd          | Luis Pérez Romero      | Caisse d'Épargne       |
| Étape 6            | Matej Mugerli         | David Cañada       | Christophe Moreau         | Thor Hushovd          | Eladio Jiménez         | Phonak                 |
| Étape 7            | Daniele Bennati       | David Cañada       | Christophe Moreau         | Thor Hushovd          | Eladio Jiménez         | Phonak                 |
| Classement général | Classement général    | David Cañada       | Christophe Moreau         | Thor Hushovd          | Eladio Jiménez         | Phonak                 |

## Liste des participants
| Discovery Channel DSC | Discovery Channel DSC    | Discovery Channel DSC |
| --------------------- | ------------------------ | --------------------- |
| Num                   | Coureur                  | Pos                   |
| 1                     | Trent Lowe (AUS)         |                       |
| 2                     | Janez Brajkovič (SLO)    |                       |
| 3                     | Roger Hammond (GBR)      |                       |
| 4                     | Fumiyuki Beppu (JPN)     |                       |
| 5                     | Guennadi Mikhailov (RUS) |                       |
| 6                     | Benjamín Noval (ESP)     |                       |
| 7                     | Jurgen Van Goolen (BEL)  |                       |
| 8                     | Max van Heeswijk (NED)   |                       |

| Phonak Hearing Systems PHO | Phonak Hearing Systems PHO           | Phonak Hearing Systems PHO |
| -------------------------- | ------------------------------------ | -------------------------- |
| Num                        | Coureur                              | Pos                        |
| 11                         | Santiago Botero (COL)                |                            |
| 12                         | Aurélien Clerc (SUI)                 |                            |
| 13                         | Steve Morabito (SUI)                 |                            |
| 14                         | Ryder Hesjedal (CAN)                 |                            |
| 15                         | Robert Hunter (RSA)                  |                            |
| 16                         | Nicolas Jalabert (FRA)               |                            |
| 17                         | Luis Fernández (ESP)                 |                            |
| 18                         | Miguel Ángel Martín Perdiguero (ESP) |                            |

| Caisse d'Épargne-Illes Balears CEI | Caisse d'Épargne-Illes Balears CEI | Caisse d'Épargne-Illes Balears CEI |
| ---------------------------------- | ---------------------------------- | ---------------------------------- |
| Num                                | Coureur                            | Pos                                |
| 21                                 | Joaquim Rodríguez (ESP)            |                                    |
| 22                                 | Isaac Gálvez (ESP)                 |                                    |
| 23                                 | David Arroyo (ESP)                 |                                    |
| 24                                 | Vladimir Karpets (RUS)             |                                    |
| 25                                 | Óscar Pereiro (ESP)                |                                    |
| 26                                 | Alexei Markov (RUS)                |                                    |
| 27                                 | Éric Berthou (FRA)                 |                                    |
| 28                                 | Xabier Zandio (ESP)                |                                    |

| Rabobank RAB | Rabobank RAB            | Rabobank RAB |
| ------------ | ----------------------- | ------------ |
| Num          | Coureur                 | Pos          |
| 31           | Michael Boogerd (NED)   |              |
| 32           | Erik Dekker (NED)       |              |
| 33           | Niels Scheuneman (NED)  |              |
| 34           | Pedro Horrillo (ESP)    |              |
| 35           | Joost Posthuma (NED)    |              |
| 36           | Thorwald Veneberg (NED) |              |
| 37           | Jukka Vastaranta (FIN)  |              |
| 38           | Denis Menchov (RUS)     |              |

| T-Mobile TMO | T-Mobile TMO           | T-Mobile TMO |
| ------------ | ---------------------- | ------------ |
| Num          | Coureur                | Pos          |
| 41           | Daniele Nardello (ITA) |              |
| 42           | Giuseppe Guerini (ITA) |              |
| 43           | Kim Kirchen (LUX)      |              |
| 44           | Linus Gerdemann (GER)  |              |
| 45           | Bastiaan Giling (NED)  |              |
| 46           | André Greipel (GER)    |              |

| CSC | CSC                         | CSC |
| --- | --------------------------- | --- |
| Num | Coureur                     | Pos |
| 51  | Fabian Cancellara (SUI)     |     |
| 52  | Andy Schleck (LUX)          |     |
| 53  | Allan Johansen (DEN)        |     |
| 54  | Andrea Peron (ITA)          |     |
| 55  | Christian Vande Velde (USA) |     |
| 56  | Lars Michaelsen (DEN)       |     |
| 57  | Marcus Ljungqvist (SWE)     |     |
| 58  | Stuart O'Grady (AUS)        |     |

| AG2R Prévoyance A2R | AG2R Prévoyance A2R     | AG2R Prévoyance A2R |
| ------------------- | ----------------------- | ------------------- |
| Num                 | Coureur                 | Pos                 |
| 61                  | Francisco Mancebo (ESP) |                     |
| 62                  | José Luis Arrieta (ESP) |                     |
| 63                  | Mikel Astarloza (ESP)   |                     |
| 64                  | Cyril Dessel (FRA)      |                     |
| 65                  | Stéphane Goubert (FRA)  |                     |
| 66                  | Christophe Moreau (FRA) |                     |
| 67                  | David Navas (ESP)       |                     |
| 68                  | Ludovic Turpin (FRA)    |                     |

| Euskaltel-Euskadi EUS | Euskaltel-Euskadi EUS | Euskaltel-Euskadi EUS |
| --------------------- | --------------------- | --------------------- |
| Num                   | Coureur               | Pos                   |
| 71                    | Samuel Sánchez (ESP)  |                       |
| 72                    | Gorka González (ESP)  |                       |
| 73                    | David Herrero (ESP)   |                       |
| 74                    | Aketza Peña (ESP)     |                       |
| 75                    | Joseba Albizu (ESP)   |                       |
| 76                    | Íñigo Landaluze (ESP) |                       |
| 77                    | Gorka Verdugo (ESP)   |                       |
| 78                    | Joseba Zubeldia (ESP) |                       |

| Davitamon-Lotto DVL | Davitamon-Lotto DVL     | Davitamon-Lotto DVL |
| ------------------- | ----------------------- | ------------------- |
| Num                 | Coureur                 | Pos                 |
| 81                  | Bart Dockx (BEL)        |                     |
| 82                  | Cadel Evans (AUS)       |                     |
| 83                  | Nick Ingels (BEL)       |                     |
| 84                  | Wim Vansevenant (BEL)   |                     |
| 85                  | Pieter Mertens (BEL)    |                     |
| 86                  | Fred Rodriguez (USA)    |                     |
| 87                  | Johan Vansummeren (BEL) |                     |

| Saunier Duval-Prodir SDV | Saunier Duval-Prodir SDV   | Saunier Duval-Prodir SDV |
| ------------------------ | -------------------------- | ------------------------ |
| Num                      | Coureur                    | Pos                      |
| 90                       | Juan José Cobo (ESP)       |                          |
| 92                       | Christophe Rinero (FRA)    |                          |
| 93                       | David Cañada (ESP)         |                          |
| 94                       | Luciano Pagliarini (BRA)   |                          |
| 95                       | David de la Fuente (ESP)   |                          |
| 96                       | Riccardo Riccò (ITA)       |                          |
| 97                       | José Alberto Benítez (ESP) |                          |

| Bouygues Telecom BTL | Bouygues Telecom BTL   | Bouygues Telecom BTL |
| -------------------- | ---------------------- | -------------------- |
| Num                  | Coureur                | Pos                  |
| 101                  | Thomas Voeckler (FRA)  |                      |
| 102                  | Pierrick Fédrigo (FRA) |                      |
| 103                  | Laurent Brochard (FRA) |                      |
| 104                  | Walter Bénéteau (FRA)  |                      |
| 105                  | Franck Renier (FRA)    |                      |
| 106                  | Jérôme Pineau (FRA)    |                      |
| 107                  | Didier Rous (FRA)      |                      |

| Gerolsteiner GST | Gerolsteiner GST        | Gerolsteiner GST |
| ---------------- | ----------------------- | ---------------- |
| Num              | Coureur                 | Pos              |
| 111              | Markus Fothen (GER)     |                  |
| 112              | Thomas Fothen (GER)     |                  |
| 113              | René Haselbacher (AUT)  |                  |
| 114              | Heinrich Haussler (GER) |                  |
| 115              | Sebastian Lang (GER)    |                  |
| 116              | Levi Leipheimer (USA)   |                  |
| 117              | Marcel Strauss (SUI)    |                  |
| 118              | Markus Zberg (SUI)      |                  |

| Team Milram MRM | Team Milram MRM          | Team Milram MRM |
| --------------- | ------------------------ | --------------- |
| Num             | Coureur                  | Pos             |
| 121             | Erik Zabel (GER)         |                 |
| 122             | Mirko Celestino (ITA)    |                 |
| 123             | Maarten den Bakker (NED) |                 |
| 124             | Andriy Grivko (UKR)      |                 |
| 125             | Maxim Iglinskiy (KAZ)    |                 |
| 126             | Michele Gobbi (ITA)      |                 |
| 127             | Carlo Scognamiglio (ITA) |                 |
| 128             | Giovanni Visconti (ITA)  |                 |

| Liberty Seguros-Würth LSW | Liberty Seguros-Würth LSW | Liberty Seguros-Würth LSW |
| ------------------------- | ------------------------- | ------------------------- |
| Num                       | Coureur                   | Pos                       |
| 131                       | Carlos Barredo (ESP)      |                           |
| 132                       | Assan Bazayev (KAZ)       |                           |
| 133                       | Aaron Kemps (AUS)         |                           |
| 134                       | Isidro Nozal (ESP)        |                           |
| 135                       | Sérgio Paulinho (POR)     |                           |
| 136                       | Eladio Sánchez (ESP)      |                           |
| 137                       | Luis León Sánchez (ESP)   |                           |
| 138                       | Iván Santos (ESP)         |                           |

| Crédit Agricole C.A | Crédit Agricole C.A       | Crédit Agricole C.A |
| ------------------- | ------------------------- | ------------------- |
| Num                 | Coureur                   | Pos                 |
| 141                 | Thor Hushovd (NOR)        |                     |
| 142                 | Sébastien Portal (FRA)    |                     |
| 143                 | Dmitriy Fofonov (KAZ)     |                     |
| 144                 | Anthony Charteau (FRA)    |                     |
| 145                 | Mads Kaggestad (NOR)      |                     |
| 146                 | Christophe Le Mével (FRA) |                     |
| 147                 | Cyril Lemoine (FRA)       |                     |

| Cofidis-Le Crédit par Téléphone COF | Cofidis-Le Crédit par Téléphone COF | Cofidis-Le Crédit par Téléphone COF |
| ----------------------------------- | ----------------------------------- | ----------------------------------- |
| Num                                 | Coureur                             | Pos                                 |
| 151                                 | Nicolas Roche (IRL)                 |                                     |
| 152                                 | Frédéric Bessy (FRA)                |                                     |
| 153                                 | Sylvain Chavanel (FRA)              |                                     |
| 154                                 | Nicolas Inaudi (FRA)                |                                     |
| 155                                 | Bingen Fernández (ESP)              |                                     |
| 156                                 | Stéphane Augé (FRA)                 |                                     |
| 157                                 | Luis Pérez Rodríguez (ESP)          |                                     |
| 158                                 | Christopher Sutton (AUS)            |                                     |

| La Française des jeux FDJ | La Française des jeux FDJ | La Française des jeux FDJ |
| ------------------------- | ------------------------- | ------------------------- |
| Num                       | Coureur                   | Pos                       |
| 161                       | Freddy Bichot (FRA)       |                           |
| 162                       | Rémy Di Grégorio (FRA)    |                           |
| 163                       | Éric Leblacher (FRA)      |                           |
| 164                       | Thomas Lövkvist (SWE)     |                           |
| 165                       | Francis Mourey (FRA)      |                           |
| 166                       | Frédéric Finot (FRA)      |                           |
| 167                       | Sébastien Joly (FRA)      |                           |
| 168                       | Benoît Vaugrenard (FRA)   |                           |

| Lampre-Fondital LAM | Lampre-Fondital LAM      | Lampre-Fondital LAM |
| ------------------- | ------------------------ | ------------------- |
| Num                 | Coureur                  | Pos                 |
| 171                 | Daniele Bennati (ITA)    |                     |
| 172                 | Matteo Bono (ITA)        |                     |
| 173                 | Matteo Carrara (ITA)     |                     |
| 174                 | Salvatore Commesso (ITA) |                     |
| 175                 | Giuliano Figueras (ITA)  |                     |
| 176                 | Enrico Franzoi (ITA)     |                     |
| 177                 | Marco Marzano (ITA)      |                     |
| 178                 | Daniele Righi (ITA)      |                     |

| Liquigas LIQ | Liquigas LIQ           | Liquigas LIQ |
| ------------ | ---------------------- | ------------ |
| Num          | Coureur                | Pos          |
| 181          | Eros Capecchi (ITA)    |              |
| 182          | Francesco Failli (ITA) |              |
| 183          | Stefano Zanini (ITA)   |              |
| 184          | Roman Kreuziger (CZE)  |              |
| 185          | Marco Milesi (ITA)     |              |
| 186          | Matej Mugerli (SLO)    |              |
| 187          | Manuel Quinziato (ITA) |              |
| 188          | Luca Paolini (ITA)     |              |

| Quick Step-Innergetic QSI | Quick Step-Innergetic QSI | Quick Step-Innergetic QSI |
| ------------------------- | ------------------------- | ------------------------- |
| Num                       | Coureur                   | Pos                       |
| 191                       | Filippo Pozzato (ITA)     |                           |
| 192                       | Hubert Schwab (SUI)       |                           |
| 193                       | Bram Tankink (NED)        |                           |
| 194                       | Guido Trenti (ITA)        |                           |
| 195                       | Kevin Van Impe (BEL)      |                           |
| 196                       | Cédric Vasseur (FRA)      |                           |
| 197                       | Geert Verheyen (BEL)      |                           |
| 198                       | Davide Viganò (ITA)       |                           |

| Comunidad Valenciana KEL | Comunidad Valenciana KEL       | Comunidad Valenciana KEL |
| ------------------------ | ------------------------------ | ------------------------ |
| Num                      | Coureur                        | Pos                      |
| 201                      | David Blanco (ESP)             |                          |
| 202                      | Eladio Jiménez (ESP)           |                          |
| 203                      | Claudio José Casas (ESP)       |                          |
| 204                      | Javier Pascual Rodríguez (ESP) |                          |
| 205                      | Rubén Plaza (ESP)              |                          |
| 206                      | José Antonio Pecharromán (ESP) |                          |
| 207                      | Ezequiel Mosquera (ESP)        |                          |
| 208                      | David Bernabéu (ESP)           |                          |

| Relax-GAM ___ | Relax-GAM ___                  | Relax-GAM ___ |
| ------------- | ------------------------------ | ------------- |
| Num           | Coureur                        | Pos           |
| 211           | Xavier Tondo (ESP)             |               |
| 212           | José Miguel Elías (ESP)        |               |
| 213           | Jorge García Marín (ESP)       |               |
| 214           | Jesús Hernández Blázquez (ESP) |               |
| 215           | Raúl García de Mateos (ESP)    |               |
| 216           | Mario de Sárraga (ESP)         |               |
| 217           | David George (RSA)             |               |
| 218           | Ángel Vallejo (ESP)            |               |

| Kaiku KAI | Kaiku KAI                     | Kaiku KAI |
| --------- | ----------------------------- | --------- |
| Num       | Coureur                       | Pos       |
| 221       | Ricardo Serrano (ESP)         |           |
| 222       | Alberto Losada (ESP)          |           |
| 223       | Rodrigo García (ESP)          |           |
| 224       | Carlos Castaño Panadero (ESP) |           |
| 225       | Dionisio Galparsoro (ESP)     |           |
| 226       | Rubén Oarbeaskoa (ESP)        |           |
| 227       | José Antonio Lopez (ESP)      |           |
| 228       | Israel Núñez (ESP)            |           |

| Andalucía-Paul Versan APV | Andalucía-Paul Versan APV   | Andalucía-Paul Versan APV |
| ------------------------- | --------------------------- | ------------------------- |
| Num                       | Coureur                     | Pos                       |
| 231                       | Ángel Edo (ESP)             |                           |
| 232                       | Francisco Cabello (ESP)     |                           |
| 233                       | Adolfo García Quesada (ESP) |                           |
| 234                       | Manuel Vázquez Hueso (ESP)  |                           |
| 235                       | Francisco José Lara (ESP)   |                           |
| 236                       | Juan Olmo (ESP)             |                           |
| 237                       | Luis Pérez Romero (ESP)     |                           |
| 238                       | Jaume Rovira (ESP)          |                           |

| 3 Molinos Resort MOL | 3 Molinos Resort MOL             | 3 Molinos Resort MOL |
| -------------------- | -------------------------------- | -------------------- |
| Num                  | Coureur                          | Pos                  |
| 241                  | Jesús Buendía (ESP)              |                      |
| 242                  | Jesús del Nero (ESP)             |                      |
| 244                  | Jorge Ferrío (ESP)               |                      |
| 245                  | Sergio Domínguez Rodríguez (ESP) |                      |
| 246                  | Jordi Riera (ESP)                |                      |
| 247                  | Rafael Casero (ESP)              |                      |
| 248                  | Isidro Cerrato (ESP)             |                      |

| Discovery Channel DSC | Discovery Channel DSC    | Discovery Channel DSC |
| --------------------- | ------------------------ | --------------------- |
| Num                   | Coureur                  | Pos                   |
| 1                     | Trent Lowe (AUS)         |                       |
| 2                     | Janez Brajkovič (SLO)    |                       |
| 3                     | Roger Hammond (GBR)      |                       |
| 4                     | Fumiyuki Beppu (JPN)     |                       |
| 5                     | Guennadi Mikhailov (RUS) |                       |
| 6                     | Benjamín Noval (ESP)     |                       |
| 7                     | Jurgen Van Goolen (BEL)  |                       |
| 8                     | Max van Heeswijk (NED)   |                       |

| Phonak Hearing Systems PHO | Phonak Hearing Systems PHO           | Phonak Hearing Systems PHO |
| -------------------------- | ------------------------------------ | -------------------------- |
| Num                        | Coureur                              | Pos                        |
| 11                         | Santiago Botero (COL)                |                            |
| 12                         | Aurélien Clerc (SUI)                 |                            |
| 13                         | Steve Morabito (SUI)                 |                            |
| 14                         | Ryder Hesjedal (CAN)                 |                            |
| 15                         | Robert Hunter (RSA)                  |                            |
| 16                         | Nicolas Jalabert (FRA)               |                            |
| 17                         | Luis Fernández (ESP)                 |                            |
| 18                         | Miguel Ángel Martín Perdiguero (ESP) |                            |

| Caisse d'Épargne-Illes Balears CEI | Caisse d'Épargne-Illes Balears CEI | Caisse d'Épargne-Illes Balears CEI |
| ---------------------------------- | ---------------------------------- | ---------------------------------- |
| Num                                | Coureur                            | Pos                                |
| 21                                 | Joaquim Rodríguez (ESP)            |                                    |
| 22                                 | Isaac Gálvez (ESP)                 |                                    |
| 23                                 | David Arroyo (ESP)                 |                                    |
| 24                                 | Vladimir Karpets (RUS)             |                                    |
| 25                                 | Óscar Pereiro (ESP)                |                                    |
| 26                                 | Alexei Markov (RUS)                |                                    |
| 27                                 | Éric Berthou (FRA)                 |                                    |
| 28                                 | Xabier Zandio (ESP)                |                                    |

| Rabobank RAB | Rabobank RAB            | Rabobank RAB |
| ------------ | ----------------------- | ------------ |
| Num          | Coureur                 | Pos          |
| 31           | Michael Boogerd (NED)   |              |
| 32           | Erik Dekker (NED)       |              |
| 33           | Niels Scheuneman (NED)  |              |
| 34           | Pedro Horrillo (ESP)    |              |
| 35           | Joost Posthuma (NED)    |              |
| 36           | Thorwald Veneberg (NED) |              |
| 37           | Jukka Vastaranta (FIN)  |              |
| 38           | Denis Menchov (RUS)     |              |

| T-Mobile TMO | T-Mobile TMO           | T-Mobile TMO |
| ------------ | ---------------------- | ------------ |
| Num          | Coureur                | Pos          |
| 41           | Daniele Nardello (ITA) |              |
| 42           | Giuseppe Guerini (ITA) |              |
| 43           | Kim Kirchen (LUX)      |              |
| 44           | Linus Gerdemann (GER)  |              |
| 45           | Bastiaan Giling (NED)  |              |
| 46           | André Greipel (GER)    |              |

| CSC | CSC                         | CSC |
| --- | --------------------------- | --- |
| Num | Coureur                     | Pos |
| 51  | Fabian Cancellara (SUI)     |     |
| 52  | Andy Schleck (LUX)          |     |
| 53  | Allan Johansen (DEN)        |     |
| 54  | Andrea Peron (ITA)          |     |
| 55  | Christian Vande Velde (USA) |     |
| 56  | Lars Michaelsen (DEN)       |     |
| 57  | Marcus Ljungqvist (SWE)     |     |
| 58  | Stuart O'Grady (AUS)        |     |

| AG2R Prévoyance A2R | AG2R Prévoyance A2R     | AG2R Prévoyance A2R |
| ------------------- | ----------------------- | ------------------- |
| Num                 | Coureur                 | Pos                 |
| 61                  | Francisco Mancebo (ESP) |                     |
| 62                  | José Luis Arrieta (ESP) |                     |
| 63                  | Mikel Astarloza (ESP)   |                     |
| 64                  | Cyril Dessel (FRA)      |                     |
| 65                  | Stéphane Goubert (FRA)  |                     |
| 66                  | Christophe Moreau (FRA) |                     |
| 67                  | David Navas (ESP)       |                     |
| 68                  | Ludovic Turpin (FRA)    |                     |

| Euskaltel-Euskadi EUS | Euskaltel-Euskadi EUS | Euskaltel-Euskadi EUS |
| --------------------- | --------------------- | --------------------- |
| Num                   | Coureur               | Pos                   |
| 71                    | Samuel Sánchez (ESP)  |                       |
| 72                    | Gorka González (ESP)  |                       |
| 73                    | David Herrero (ESP)   |                       |
| 74                    | Aketza Peña (ESP)     |                       |
| 75                    | Joseba Albizu (ESP)   |                       |
| 76                    | Íñigo Landaluze (ESP) |                       |
| 77                    | Gorka Verdugo (ESP)   |                       |
| 78                    | Joseba Zubeldia (ESP) |                       |

| Davitamon-Lotto DVL | Davitamon-Lotto DVL     | Davitamon-Lotto DVL |
| ------------------- | ----------------------- | ------------------- |
| Num                 | Coureur                 | Pos                 |
| 81                  | Bart Dockx (BEL)        |                     |
| 82                  | Cadel Evans (AUS)       |                     |
| 83                  | Nick Ingels (BEL)       |                     |
| 84                  | Wim Vansevenant (BEL)   |                     |
| 85                  | Pieter Mertens (BEL)    |                     |
| 86                  | Fred Rodriguez (USA)    |                     |
| 87                  | Johan Vansummeren (BEL) |                     |

| Saunier Duval-Prodir SDV | Saunier Duval-Prodir SDV   | Saunier Duval-Prodir SDV |
| ------------------------ | -------------------------- | ------------------------ |
| Num                      | Coureur                    | Pos                      |
| 90                       | Juan José Cobo (ESP)       |                          |
| 92                       | Christophe Rinero (FRA)    |                          |
| 93                       | David Cañada (ESP)         |                          |
| 94                       | Luciano Pagliarini (BRA)   |                          |
| 95                       | David de la Fuente (ESP)   |                          |
| 96                       | Riccardo Riccò (ITA)       |                          |
| 97                       | José Alberto Benítez (ESP) |                          |

| Bouygues Telecom BTL | Bouygues Telecom BTL   | Bouygues Telecom BTL |
| -------------------- | ---------------------- | -------------------- |
| Num                  | Coureur                | Pos                  |
| 101                  | Thomas Voeckler (FRA)  |                      |
| 102                  | Pierrick Fédrigo (FRA) |                      |
| 103                  | Laurent Brochard (FRA) |                      |
| 104                  | Walter Bénéteau (FRA)  |                      |
| 105                  | Franck Renier (FRA)    |                      |
| 106                  | Jérôme Pineau (FRA)    |                      |
| 107                  | Didier Rous (FRA)      |                      |

| Gerolsteiner GST | Gerolsteiner GST        | Gerolsteiner GST |
| ---------------- | ----------------------- | ---------------- |
| Num              | Coureur                 | Pos              |
| 111              | Markus Fothen (GER)     |                  |
| 112              | Thomas Fothen (GER)     |                  |
| 113              | René Haselbacher (AUT)  |                  |
| 114              | Heinrich Haussler (GER) |                  |
| 115              | Sebastian Lang (GER)    |                  |
| 116              | Levi Leipheimer (USA)   |                  |
| 117              | Marcel Strauss (SUI)    |                  |
| 118              | Markus Zberg (SUI)      |                  |

| Team Milram MRM | Team Milram MRM          | Team Milram MRM |
| --------------- | ------------------------ | --------------- |
| Num             | Coureur                  | Pos             |
| 121             | Erik Zabel (GER)         |                 |
| 122             | Mirko Celestino (ITA)    |                 |
| 123             | Maarten den Bakker (NED) |                 |
| 124             | Andriy Grivko (UKR)      |                 |
| 125             | Maxim Iglinskiy (KAZ)    |                 |
| 126             | Michele Gobbi (ITA)      |                 |
| 127             | Carlo Scognamiglio (ITA) |                 |
| 128             | Giovanni Visconti (ITA)  |                 |

| Liberty Seguros-Würth LSW | Liberty Seguros-Würth LSW | Liberty Seguros-Würth LSW |
| ------------------------- | ------------------------- | ------------------------- |
| Num                       | Coureur                   | Pos                       |
| 131                       | Carlos Barredo (ESP)      |                           |
| 132                       | Assan Bazayev (KAZ)       |                           |
| 133                       | Aaron Kemps (AUS)         |                           |
| 134                       | Isidro Nozal (ESP)        |                           |
| 135                       | Sérgio Paulinho (POR)     |                           |
| 136                       | Eladio Sánchez (ESP)      |                           |
| 137                       | Luis León Sánchez (ESP)   |                           |
| 138                       | Iván Santos (ESP)         |                           |

| Crédit Agricole C.A | Crédit Agricole C.A       | Crédit Agricole C.A |
| ------------------- | ------------------------- | ------------------- |
| Num                 | Coureur                   | Pos                 |
| 141                 | Thor Hushovd (NOR)        |                     |
| 142                 | Sébastien Portal (FRA)    |                     |
| 143                 | Dmitriy Fofonov (KAZ)     |                     |
| 144                 | Anthony Charteau (FRA)    |                     |
| 145                 | Mads Kaggestad (NOR)      |                     |
| 146                 | Christophe Le Mével (FRA) |                     |
| 147                 | Cyril Lemoine (FRA)       |                     |

| Cofidis-Le Crédit par Téléphone COF | Cofidis-Le Crédit par Téléphone COF | Cofidis-Le Crédit par Téléphone COF |
| ----------------------------------- | ----------------------------------- | ----------------------------------- |
| Num                                 | Coureur                             | Pos                                 |
| 151                                 | Nicolas Roche (IRL)                 |                                     |
| 152                                 | Frédéric Bessy (FRA)                |                                     |
| 153                                 | Sylvain Chavanel (FRA)              |                                     |
| 154                                 | Nicolas Inaudi (FRA)                |                                     |
| 155                                 | Bingen Fernández (ESP)              |                                     |
| 156                                 | Stéphane Augé (FRA)                 |                                     |
| 157                                 | Luis Pérez Rodríguez (ESP)          |                                     |
| 158                                 | Christopher Sutton (AUS)            |                                     |

| La Française des jeux FDJ | La Française des jeux FDJ | La Française des jeux FDJ |
| ------------------------- | ------------------------- | ------------------------- |
| Num                       | Coureur                   | Pos                       |
| 161                       | Freddy Bichot (FRA)       |                           |
| 162                       | Rémy Di Grégorio (FRA)    |                           |
| 163                       | Éric Leblacher (FRA)      |                           |
| 164                       | Thomas Lövkvist (SWE)     |                           |
| 165                       | Francis Mourey (FRA)      |                           |
| 166                       | Frédéric Finot (FRA)      |                           |
| 167                       | Sébastien Joly (FRA)      |                           |
| 168                       | Benoît Vaugrenard (FRA)   |                           |

| Lampre-Fondital LAM | Lampre-Fondital LAM      | Lampre-Fondital LAM |
| ------------------- | ------------------------ | ------------------- |
| Num                 | Coureur                  | Pos                 |
| 171                 | Daniele Bennati (ITA)    |                     |
| 172                 | Matteo Bono (ITA)        |                     |
| 173                 | Matteo Carrara (ITA)     |                     |
| 174                 | Salvatore Commesso (ITA) |                     |
| 175                 | Giuliano Figueras (ITA)  |                     |
| 176                 | Enrico Franzoi (ITA)     |                     |
| 177                 | Marco Marzano (ITA)      |                     |
| 178                 | Daniele Righi (ITA)      |                     |

| Liquigas LIQ | Liquigas LIQ           | Liquigas LIQ |
| ------------ | ---------------------- | ------------ |
| Num          | Coureur                | Pos          |
| 181          | Eros Capecchi (ITA)    |              |
| 182          | Francesco Failli (ITA) |              |
| 183          | Stefano Zanini (ITA)   |              |
| 184          | Roman Kreuziger (CZE)  |              |
| 185          | Marco Milesi (ITA)     |              |
| 186          | Matej Mugerli (SLO)    |              |
| 187          | Manuel Quinziato (ITA) |              |
| 188          | Luca Paolini (ITA)     |              |

| Quick Step-Innergetic QSI | Quick Step-Innergetic QSI | Quick Step-Innergetic QSI |
| ------------------------- | ------------------------- | ------------------------- |
| Num                       | Coureur                   | Pos                       |
| 191                       | Filippo Pozzato (ITA)     |                           |
| 192                       | Hubert Schwab (SUI)       |                           |
| 193                       | Bram Tankink (NED)        |                           |
| 194                       | Guido Trenti (ITA)        |                           |
| 195                       | Kevin Van Impe (BEL)      |                           |
| 196                       | Cédric Vasseur (FRA)      |                           |
| 197                       | Geert Verheyen (BEL)      |                           |
| 198                       | Davide Viganò (ITA)       |                           |

| Comunidad Valenciana KEL | Comunidad Valenciana KEL       | Comunidad Valenciana KEL |
| ------------------------ | ------------------------------ | ------------------------ |
| Num                      | Coureur                        | Pos                      |
| 201                      | David Blanco (ESP)             |                          |
| 202                      | Eladio Jiménez (ESP)           |                          |
| 203                      | Claudio José Casas (ESP)       |                          |
| 204                      | Javier Pascual Rodríguez (ESP) |                          |
| 205                      | Rubén Plaza (ESP)              |                          |
| 206                      | José Antonio Pecharromán (ESP) |                          |
| 207                      | Ezequiel Mosquera (ESP)        |                          |
| 208                      | David Bernabéu (ESP)           |                          |

| Relax-GAM ___ | Relax-GAM ___                  | Relax-GAM ___ |
| ------------- | ------------------------------ | ------------- |
| Num           | Coureur                        | Pos           |
| 211           | Xavier Tondo (ESP)             |               |
| 212           | José Miguel Elías (ESP)        |               |
| 213           | Jorge García Marín (ESP)       |               |
| 214           | Jesús Hernández Blázquez (ESP) |               |
| 215           | Raúl García de Mateos (ESP)    |               |
| 216           | Mario de Sárraga (ESP)         |               |
| 217           | David George (RSA)             |               |
| 218           | Ángel Vallejo (ESP)            |               |

| Kaiku KAI | Kaiku KAI                     | Kaiku KAI |
| --------- | ----------------------------- | --------- |
| Num       | Coureur                       | Pos       |
| 221       | Ricardo Serrano (ESP)         |           |
| 222       | Alberto Losada (ESP)          |           |
| 223       | Rodrigo García (ESP)          |           |
| 224       | Carlos Castaño Panadero (ESP) |           |
| 225       | Dionisio Galparsoro (ESP)     |           |
| 226       | Rubén Oarbeaskoa (ESP)        |           |
| 227       | José Antonio Lopez (ESP)      |           |
| 228       | Israel Núñez (ESP)            |           |

| Andalucía-Paul Versan APV | Andalucía-Paul Versan APV   | Andalucía-Paul Versan APV |
| ------------------------- | --------------------------- | ------------------------- |
| Num                       | Coureur                     | Pos                       |
| 231                       | Ángel Edo (ESP)             |                           |
| 232                       | Francisco Cabello (ESP)     |                           |
| 233                       | Adolfo García Quesada (ESP) |                           |
| 234                       | Manuel Vázquez Hueso (ESP)  |                           |
| 235                       | Francisco José Lara (ESP)   |                           |
| 236                       | Juan Olmo (ESP)             |                           |
| 237                       | Luis Pérez Romero (ESP)     |                           |
| 238                       | Jaume Rovira (ESP)          |                           |

| 3 Molinos Resort MOL | 3 Molinos Resort MOL             | 3 Molinos Resort MOL |
| -------------------- | -------------------------------- | -------------------- |
| Num                  | Coureur                          | Pos                  |
| 241                  | Jesús Buendía (ESP)              |                      |
| 242                  | Jesús del Nero (ESP)             |                      |
| 244                  | Jorge Ferrío (ESP)               |                      |
| 245                  | Sergio Domínguez Rodríguez (ESP) |                      |
| 246                  | Jordi Riera (ESP)                |                      |
| 247                  | Rafael Casero (ESP)              |                      |
| 248                  | Isidro Cerrato (ESP)             |                      |